# آیدین هروستیچ
آیدین هروستیچ (بوسنیایی: Hrustić؛ زادهٔ ۵ ژوئیهٔ ۱۹۹۶) بازیکن فوتبال اهل استرالیا است.
از باشگاه‌هایی که در آن بازی کرده‌است می‌توان به باشگاه فوتبال ناتینگهام فارست اشاره کرد.
وی همچنین در تیم‌های ملی فوتبال زیر ۲۱ سال استرالیا و زیر ۲۳ سال استرالیا و استرالیا بازی کرده‌است.